# Paul Gonzales
Paul Garza Gonzales (* 18. April 1964 in Los Angeles) ist ein ehemaliger US-amerikanischer Boxer.

## Amateur
Gonzalez wurde 1983 US-amerikanischer Meister und gewann bei den Panamerikanischen Spielen Silber im Halbfliegengewicht. 1984 wurde er in seiner Heimatstadt unter anderem mit einem Sieg über Kim Kwang-sun nicht nur Olympiasieger, sondern wurde auch mit dem Val-Barker-Pokal als technisch bester Boxer des Turniers ausgezeichnet.

## Profi
Gonzales wurde 1985 Profi. Für größere Erfolge im Profilager mangelte es ihm allerdings an Schlagkraft. Sein einziger nennenswerter Sieg gelang ihm 1986 gegen den ungeschlagenen Orlando Cañizalez, Cañizalez schlug ihn zwar zu Boden, verlor aber nach Punkten.
1988 verlor Gonzales seinen ersten Titelkampf gegen den wenig angesehenen Ray Medel nach Punkten. Nachdem Cañizalez den IBF-Titel im Bantamgewicht gewonnen hatte, konnte er ihn noch einmal zu einem Rückkampf herausfordern, verlor den Kampf durch Abbruch in der zweiten Runde aufgrund von Platzwunden.
Nach zwei weiteren Niederlagen gegen Durchschnittsgegner beendete er 1991 seine Karriere.